# 16. ročník udílení Nickelodeon Kids' Choice Awards
16. ročník Nickelodeon Kids' Choice Awards se konal 12. dubna 2003 v Baker Hangar v Santa Monice v Kalifornii. Moderování se ujala Rosie O'Donnell. V průběhu večera vystoupili Justin Timberlake a B2K.

## Moderátoři a vystupující

### Moderátoři
- Rosie O'Donnell

### Vystupující
- Justin Timberlake - "Rock Your Body"
- B2K - "That Girl"/"Girlfriend"

## Vítězové a nominovaní

### Film

#### Nejoblíbenější film
- Austin Powers - Goldmember
- Harry Potter a Tajemná komnata
- Doba ledová
- Spider-Man

#### Nejoblíbenější filmový herec
- Adam Sandler (Mr. Deeds - Náhodný milionář)
- Jackie Chan (Tuxedo)
- Mike Myers (Austin Powers - Goldmember)
- Will Smith (Muži v černém 2)

#### Nejoblíbenější filmová herečka
- Halle Berryová (Dnes neumírej)
- Amanda Bynes (Velký tlustý lhář)
- Kirsten Dunst (Spider-Man)
- Jennifer Lopez  (Krásná pokojská)

#### Nejoblíbenější hlas z animovaného filmu
- Matt Damon jako Spirit (Spirit - divoký hřebec)
- Denis Leary jako Diego (Doba ledová)
- Ray Romano jako Manfred (Doba ledová)
- Adam Sandler jako Davey Stone (Osm bláznivých večerů)

#### Nejoblíbenější prd ve filmu
- Scooby-Doo
- Lovec krokodýlů
- Pán převleků
- Austin Powers - Goldmember

### Televize

#### Nejoblíbenější televizní seriál
- All That
- Sedmé nebe
- Lizzie McGuire
- Přátelé

#### Nejoblíbenější animovaný seriál
- Lumpíci
- SpongeBob v kalhotách
- Simpsonovi
- Kim Possible

#### Nejoblíbenější televizní herec
- Bernie Mac (The Bernie Mac Show)
- Frankie Muniz (Malcolm v nesnázích)
- Nick Cannon (The Nick Cannon Show)
- Adam Lamberg (Lizzie McGuire)

#### Nejoblíbenější televizní herečka
- Jennifer Aniston (Přátelé)
- Amanda Bynes  (The Amanda Show a Co mám na tobě ráda)
- Hilary Duff (Lizzie McGuire)
- Melissa Joan Hart (Sabrina - mladá čarodějnice)

### Hudba

#### Nejoblíbenější písnička
- Avril Lavigne — "Sk8er Boi"
- Nelly featuring Kelly Rowland — "Dilemma"
- Jennifer Lopez — "Jenny From the Block"
- *NSYNC featuring Nelly — "Girlfriend (The Neptunes Remix)"

#### Nejoblíbenější zpěvák
- Nelly
- Justin Timberlake
- Bow Wow
- Lil' Romeo

#### Nejoblíbenější zpěvačka
- Ashanti
- Jennifer Lopez
- Avril Lavigne
- P!nk

#### Nejoblíbenější skupina
- Destiny's Child
- *NSYNC
- Baha Men
- B2K

#### Nejoblíbenější kapela
- No Doubt
- Aerosmith
- Dixie Chicks
- Creed

### Sport

#### Nejoblíbenější sprotvní tým
- Los Angeles Lakers
- Miami Dolphins
- New York Yankees
- Anaheim Angels

#### Nejoblíbenější sportovec
- Kobe Bryant
- Shaquille O'Neal
- Tiger Woods
- Tony Hawk

#### Nejoblíbenější sportovkyně
- Michelle Kwanová
- Mia Hamm
- Serena Williams
- Venus Williams

### Další

#### Nejoblíbenější videohra
- SpongeBob SquarePants: Revenge of the Flying Dutchman
- Mario Party 4
- Harry Potter a tajemná komnata
- Spider-Man

#### Nejoblíbenější kniha
- Řada nešťastných příhod
- Double Fudge
- Captain Underpants series
- Harry Potter série

#### Nejoblíbenější akční herec
- Jackie Chan (Tuxedo)
- The Rock (Král Škorpión)
- Tobey Maguire (Spider-Man)
- Elijah Wood (Pán prstenů: Dvě věže)

#### Nejoblíbenější akční herečka
- Jennifer Love Hewitt (Tuxedo)
- Halle Berryová (Dnes neumírej)
- Beyoncé Knowles (Austin Powers - Goldmember)
- Sarah Michelle Gellar (Buffy, přemožitelka upírů)

### Nejlepší krk
- Justin Timberlake

### Wannabe Award
- Will Smith